# Pijlkruisers

Vlag van de Pijlkruisers

De Pijlkruisers (Hongaars: Nyilaskeresztes Párt – Hungarista Mozgalom, letterlijk "Pijlkruispartij - Hongaarse Beweging") waren een verzameling van diverse extreem antisemitische en fascistische bewegingen in het Hongarije van na de Eerste Wereldoorlog die als symbool gekruiste pijlen voerden.

## Namen
De Pijlkruispartij wisselde tijdens haar bestaan regelmatig van naam; meestal noodgedwongen, omdat de partij werd verboden en heropgericht onder een andere naam. In een geval werd een andere naam aangenomen na een fusie met kleinere fascistische partijen.
- Nemzeti Akarat Pártja (Partij van de Nationale Wil) : 4 maart 1935 - 15 april 1937 (verboden)
- Magyar Nemzeti Szocialista Párt (Hongaarse Nationaalsocialistische Partij) : 24 oktober 1937 - 21 oktober 1938 (verboden)
- Nemzeti Szocialista Magyar Párt – Hungarista Mozgalom (Nationaalsocialistische Hongaarse Partij - Hongaarse Beweging) : 27 maart 1938 - 1 augustus 1938 (naamswijziging)
- Magyar Nemzeti Szocialista Párt – Hungarista Mozgalom (Hongaarse Nationaalsocialistische Partij - Hongaarse Beweging) : 1 augustus 1938 - 23 februari 1939 (verboden)
- Nyilaskeresztes Párt (Pijlkruispartij) : 15 maart 1939 - 24 augustus 1944 (verboden)
- Nyilaskeresztes Párt – Hungarista Mozgalom (Pijlkruispartij - Hongaarse Beweging) : September 1944 - 7 mei 1945 (verboden)

## Ideologie
De ideologie van de Pijlkruisers lag dicht bij die van de NSDAP in Duitsland en was gebaseerd op pro-Duitse extreemrechtse ideeën zoals die van Gyula Gömbös. Aanvankelijk werden Joden en etnische minderheden gestereotypeerd zonder filosofische onderbouwing, maar later werd de rassenleer van de nazi's overgenomen. De Hongaren werden gezien als onderdeel van het 'meesterras' dat de Duitse NSDAP propageerde. De gekruiste pijlen waren een oud symbool van de Magyaren, en werden gebruikt op een soortgelijke manier als de swastika in Duitsland. Dit symbool was al door eerdere nazistische groeperingen gebruikt voor de oprichting van de Pijlkruisers. Herstel van de grenzen van voor de Eerste Wereldoorlog, vernietiging van het Verdrag van Trianon, en de verwijdering van Joden en andere etnische minderheden uit de samenleving vormden speerpunten van het partijbeleid. De partij was fel antisemitisch en anticommunistisch, maar verschilde van de nazi's inzake geopolitieke ideeën. Ferenc Szálasi deinsde er ook niet voor terug om de nazi's bij tijd en wijle openlijk te bekritiseren. De Pijlkruisers waren derhalve zeker als nazistisch te typeren en waren beduidend rechtser dan het beleid dat Horthy voorstond, maar er waren ook duidelijke verschillen met de Duitse NSDAP.

## Geschiedenis

### Achtergrond en vroege fascistische partijen in Hongarije
De wortels van de Pijlkruisers lagen in de Witte Terreur die werd ontketend na de omverwerping van de Hongaarse Radenrepubliek. Veel officieren van het Nationaal Leger keerden zich tegen de Joden, mede vanwege de associatie van Joden met communisme en het feit dat een aantal prominente communisten eveneens (deels) Joods was. Staatshoofd en regent Miklós Horthy, bevreesd voor ordeverstoringen, toomde de Witte Terreur uiteindelijk in, waarop veel officieren ondergronds gingen. Zij vormden de kern voor verschillende antisemitische en nazistische partijen in Hongarije, zoals de Nationaalsocialistische Arbeidspartij (ook wel bekend als de Zeiskruisers), de Hongaarse Nationaalsocialistische Boeren- en Arbeiderspartij (ook wel bekend als de Groenhemden), en verder de Hongaarse Nationaalsocialistische Volkspartij van graaf Sándor Festetics, en de Hongaarse Nationaalsocialistische Partij die beiden als NSDAP-klonen golden (de laatste bezat zelfs een SA en een SS, en werd aanvankelijk door nazi-Duitsland gesteund). Beide laatste partijen fuseerden in 1935 tot de Nationaalsocialistische Partij van Hongarije. Verder bestond er een tweede Hongaarse Nationaalsocialistische Partij geleid door István Balogh.
Deze groeperingen wisten gebruik te maken van het feit dat Horthy de sociaaldemocratische partij vleugellam had gemaakt, hoewel ze elkaar regelmatig tegenwerkten. Zodoende konden ze ten koste van de sociaaldemocraten steun verwerven onder de arbeiders van Boedapest. De Zeiskruisers werden in 1936 zelfs zo overmoedig dat ze op 1 mei 1936 openlijk in opstand kwamen en een Mars op Boedapest organiseerden naar Mussolini's voorbeeld in 1922. Het werd een grote mislukking; het leger sloeg de mars neer, en de Zeiskruisers werden verboden.

### Oprichting en groei
De voedingsbodem was derhalve gelegd toen de Pijlkruisers in 1935 werden opgericht als de Partij van de Nationale Wil door voormalig legerofficier Ferenc Szálasi. Soldaten, boeren, officieren en nationalisten vormden de achterban van de groep. De partij trachtte de verschillende nazistische en fascistische groepen te verenigen, en zowel kiezers als kopstukken liepen in groten getale naar de PNW over. Baloghs HNSP werd in 1937 door de PNW geabsorbeerd waarna deze de naam HNSP werd overgenomen. Festetics, die uit zijn eigen HNSVP was gezet omdat hij niet antisemitisch genoeg was, vond eveneens onderdak bij deze nieuwe HNSP. In 1937 werd de groep echter verboden. Op 15 maart 1939 werd de partij opnieuw opgericht onder de naam Pijlkruisers, en nam vervolgens deel aan de parlementsverkiezingen van mei dat jaar, waarin 15% van de stemmen werd gewonnen. Hoewel de partij nooit regeerde en voortdurend met concurrenten overhoop lag, leidde de steun voor de Pijlkruisers en andere nazistische groeperingen ertoe dat Horthy zelf een meer pro-nazi bewind ging voeren om deze partijen de wind uit de zeilen te nemen. Tussen 1938 en 1941 werden drie antisemitische wetten aangenomen die Joden tot tweederangsburgers degradeerden. De Pijlkruisers bereikten met 250.000 leden een hoogtepunt in 1938 (toen ze formeel nog verboden waren), maar stagneerden hierna omdat Horthy zelf een antisemitischer beleid ging voeren. Met het uitbreken van de Tweede Wereldoorlog werden ze opnieuw verboden maar bleven nog aanwezig, evenals hun nazistische concurrenten.

### De Tweede Wereldoorlog: aan de macht geholpen
In maart 1944 hadden de Duitsers Hongarije bezet uit angst dat dit land zou overlopen naar de geallieerden, waarop Horthy was gedwongen een pro-Duitse regering aan te stellen onder Döme Sztójay als premier. Deze legaliseerde de Pijlkruisers opnieuw en in het kielzog van de Duitse troepen stroomden Gestapo- en SS-eenheden het land binnen. Minstens vierhonderdduizend Joden werden tijdens Sztójays regeerperiode naar de vernietigingskampen afgevoerd, maar ook politieke tegenstanders werden opgepakt en gedood. Voor Horthy was dit beleid te radicaal, temeer daar de oorlogskansen steeds meer in het nadeel van de Asmogendheden keerden. In augustus 1944 gaven de Duitsers toe aan de druk van Horthy en groeiende onvrede bij de Hongaarse bevolking, waarop Sztójay werd vervangen door Géza Lakatos.
Horthy probeerde hierop in het geheim opnieuw met de Sovjet-Unie te onderhandelen, en kwam op 11 oktober 1944 tot overeenstemming met dit land over een wapenstilstand. Horthy kondigde dit op 15 oktober via de nationale radio aan maar de Duitse reactie kwam snel: Operatie Panzerfaust was door Skorzeny al voorbereid en omvatte de ontvoering van Horthy's zoon Miklós junior, en de bezetting van de citadel van Boedapest en de radiogebouwen. Bovendien weigerde Lakatos aan de wapenstilstand mee te werken uit angst voor de wraak van de in het land nog oppermachtige Duitsers, de regering trad af. Horthy werd onder deze openlijke chantage tot aftreden gedwongen maar moest als laatste regeringsdaad Szálasi tot premier benoemen. Hiermee waren de Pijlkruisers aan de macht geholpen door de Duitsers.

### Schrikbewind en ondergang
Szálasi riep zichzelf uit tot 'Leider van de Natie' en vormde een nationale eenheidsregering. De tijd raakte echter op voor Hongarije; het Rode Leger was in samenwerking met de naar de geallieerden overgelopen Roemenen Oost-Hongarije binnengevallen en rukte steeds verder op. Bovendien vertrouwden de Duitsers ook Szálasi niet en had deze door de Duitse militaire bezetting en de opmars van het Rode Leger maar weinig te vertellen. Het enige waar de Pijlkruisers vrijheid in hadden was de repressie van de bevolking, en in deze laatste oorlogsmaanden gingen alle remmen los. Szálasi en zijn Pijlkruisers voerden van oktober 1944 tot mei 1945 een waar schrikbewind. Onder hun leiding en geholpen door de Duitse bezetter werden vele Joden, zigeuners en andere minderheidsgroepen naar concentratiekampen gedeporteerd. Szálasi stuurde, terwijl de Sovjettroepen steeds verder oprukten en vanaf 24 december 1944 Boedapest belegerden, in samenwerking met Adolf Eichmann in deze laatste oorlogsmaanden nog ongeveer 80.000 Joden naar de vernietigingskampen, waar ze vrijwel allemaal werden vermoord. Bovendien werden 15.000 Joden tezamen met communisten en andere tegenstanders direct ter plekke vermoord door de Pijlkruisers. Groepen Pijlkruisers vielen woningen van Joden binnen (in Boedapest waren de Joden geconcentreerd in ca. 2000 gebouwen die als mini-ghetto's dienstdeden) en deporteerden de bewoners of schoten hen ter plekke dood. Joodse burgers werden op straat doodgeschoten, en de Pijlkruisers drongen Joodse ziekenhuizen binnen waar ze patiënten in hun bedden doodschoten. De acties van Joodse leiders en buitenlandse diplomaten als Raoul Wallenberg, Angelo Rotta, Carl Lutz, Ángel Sanz Briz en Giorgio Perlasca, alsmede de opmars van het Rode Leger, behoedden de Joodse gemeenschap voor totale vernietiging. Boedapest werd ondertussen door de oorlogshandelingen tot een ruïne herschapen. Szálasi zelf had Boedapest al met medeneming van de Stefanskroon op 11 december 1944 verlaten, en in januari 1945 werd Pest veroverd door het Rode Leger en trokken de Duitsers en Pijlkruisers terug op Boeda.
In het bevrijde deel van Hongarije was te Debrecen inmiddels een nieuwe pro-geallieerde regering gevormd, die door de geallieerden erkend werd, en waarin de communisten sleutelposities bezaten. Op 30 januari 1945 sloot deze in Moskou een wapenstilstand, maar in Boedapest en West-Hongarije bleven de Duitsers en Pijlkruisers stand houden. Op 13 februari 1945 viel Boedapest, nadat de minister van Binnenlandse Zaken Gabor Vájna nog enkele dagen eerder had besloten tot het hernoemen van straten en pleinen die naar Joden waren vernoemd. Pijlkruisers bleven met de Duitsers doorvechten in West-Hongarije tot april 1945, toen ook dit gebied door het Rode Leger werd bezet.

## Nasleep
Na de verovering van Hongarije door het Rode Leger werden de Pijlkruisers van hun macht beroofd en werd de partij verboden. Minstens 6200 leden van de beweging werden van moord beschuldigd. Szálasi zelf werd op 12 maart 1946 terechtgesteld.
In 2006 vond nog een schandaal plaats toen voormalig Pijlkruiser-lid Lajos Polgár in Melbourne werd getraceerd en van oorlogsmisdaden beschuldigd, maar de zaak is niet doorgezet en Polgár overleed al in juli dat jaar. Horthy daarentegen werd vrij snel vrijgelaten, ging in ballingschap, en heeft altijd een zeker respectabel imago in de Hongaarse geschiedenis behouden. De neofascistische Hongaarse Welvaartspartij heeft een aantal Pijlkruisers-ideeën overgenomen, maar de beweging is uiteindelijk weggekwijnd en ontbonden.
De Schoenen op de Donaukade is een gedenkteken van metalen schoenen die langs de Donaukade staan opgesteld, ter herinnering aan de Joden die gedwongen werden eerst hun schoenen uit te trekken (schoenen waren kostbaar) waarop ze door de Pijlkruisers werden doodgeschoten waarna ze in de rivier vielen en door de stroming werden meegenomen.